# Хайдер, Тадж
Тадж Хайдер (Taj Haider, урду تاج حيدر‎; 8 марта 1942, Кота, Британская Индия — 8 апреля 2025, Карачи) — пакистанский левый политик, разносторонний учёный, математик, драматург, националистический активист и марксистский интеллектуал. Один из основателей Пакистанской народной партии (ПНП) и её генеральный секретарь с 2010 года.
Математик по профессии, Хайдер в 1970-х годах обеспечил руководство секретными проектами по созданию атомной бомбы в рамках ядерной программы Пакистана. Также известен написанием политических пьес для Пакистанского телевидения (PTV) в 1979—1985 годах.

## Биография

### Образование
Тадж Хайдер родился 8 марта 1942 года в Коте (Раджастан, Британская Индийская Империя), в образованной и просвещённой семье. Его семья перебралась в Пакистан после раздела Индии в 1947 году. Окончив местную среднюю школу, Хайдер в 1959 году поступил в Университет Карачи. Там он получил степень бакалавра (с отличием) по математике в 1962 году.
Закончив магистратуру в 1965 году, устроился преподавать математику в местном колледже, а затем перешёл в Университет Карачи. В своей научной и педагогической деятельности Хайдер сосредоточился на дифференциальных уравнениях и вопросах многомерного исчисления.

### Пакистанская народная партия. Ядерная программа
На социалистическом съезде 1967 года Хайдер стал одним из основателей Пакистанской народной партии (ПНП), решительно поддержав левоориентированную философию перемен партийного лидера Зульфикара Али Бхутто. С приходом ПНП и Бхутто к власти в 1970-х годах Хайдер играл жизненно важную роль в формулировании государственной политики Пакистана по разработке ядерного оружия.

### Сценарист на телевидении
После военного переворота, свергнувшего премьер-министра З. А. Бхутто, Хайдер отмежевался от политики, но оставался членом Пакистанского математического общества и в 1979 году начал писать политические драмы для Пакистанского телевидения (PTV). Эти постановки транслировались до 1985 года, когда автор возобновил свою связь с оппозиционной ПНП.
В 1990—2000 годах он участвовал в промышленных проектах, инициированных правительствами ПНП (начиная с Беназир Бхутто), таких как создание тяжелого механического комплекса (HMC) и плотины на реке Хуб, а также в социальных программах. В 2001 году Хайдер вернулся к своей литературной деятельности и на телевидение, написав сценарии двух политических сериалов 2003 года для PTV. В 2006 году был удостоен награды PTV Awards за лучший сценарий сериала драматурга.

### Возвращение в политику
В 2004 году он вернулся в политику в противовес президенту Первезу Мушаррафу, в том числе по проблеме распространения ядерного оружия. Он резко критиковал Соединенные Штаты за санкции на исследовательскую лабораторию Абдул Кадыр Хана, став наряду с Разой Раббани одним из известных пакистанских политиков, выразивших недовольство США. В конечном итоге он призвал к парламентскому расследованию этих вопросов и задал вопрос о причастности президента генерала Первеза Мушаррафа к делу о распространении ядерного оружия
В 2012 году Хайдер был награждён президентом Асифом Зардари орденом Ситара-э-Имтиаз за заслуги перед национальными проектами создания атомной бомбы и за свои усилия в области государственной политики. В 2013 году, уже будучи генсеком ПНП, был назначен «медиакоординатором» в правительстве провинции Синд.
Умер 8 апреля 2025 года в Карачи в возрасте 83 лет.

## Публицистика и философия
Хайдер много пишет о проблемах ядерной политики, левых идеях, литературной и политической философии. Его последние работы включают обоснование социал-демократического курса в стране. В литературных и политических кругах он писал критические статьи против военной диктатуры, особенно политики, проводимой правым консервативным президентом генералом Зия-уль-Хаком в 1980-х годах.